# Молочные консервы
Молочные консервы — пищевые продукты из натурального молока (либо молока и пищевых наполнителей либо сливок), полученные в целях их сохранения своих свойств в течение длительного времени без существенных изменений специальной обработкой, с герметичной упаковкой.
Используются процессы: сгущение, высушивание, стерилизация, добавление осмотически деятельных веществ.
Применяются три принципа консервирования: ксероанабиоз (сушка молока), осмоанабиоз (сгущение молока), абиоз (стерилизация).

## Классификация молочных консервов

### По способу консервирования
консервированные с сахаром — молоко цельное сгущенное с сахаром, нежирное сгущенное молоко с сахаром, сгущенные сливки с сахаром; с наполнителями — какао со сгущенным молоком и сахаром, кофе со сгущенным молоком и сахаром;
консервированные стерилизацией — молоко сгущенное стерилизованное в банках;
консервированные обезвоживанием — молоко коровье цельное сухое (молоко cyxoцельное), молоко сухое обезжиренное, молоко сухое Смоленское, сливки сухие с сахаром или без него, сливки сухие высокожирные, сухая простокваша, сметана, сухие молочные продукты для детского питания и сухие смеси для мороженого

### По технологии консервирования
сгущенные;
сухие.

## Наука
Действует лаборатория молочных консервов Всероссийского (ранее Всесоюзного) научно-исследовательского института молочной промышленности. В ней, в частности по руководством профессора Искры Радаевой изобретены консервы функционального назначения с радиопротекторными, антиканцерогенными и другими нужными свойствами, в том числе для питания детей и лиц пожилого возраста.

## Производство
В СССР действовало Всесоюзное объединение предприятий молочно-консервной промышленности и продуктов детского питания «Союзконсервмолоко» Министерства мясомолочной промышленности, в которое входили: Купянский молочноконсервный комбинат, Хорольский молочноконсервный комбинат детских продуктов, Молочанский молочноконсервный комбинат, Первомайский молочноконсервный комбинат (УССР), Рогачёвский молочноконсервный комбинат, Глубокский молочноконсервный комбинат (БССР) и др.

### Нормативные акты качества
1 января 2011 введён российский ГОСТ Р 53436—2009 «Консервы молочные. Молоко и сливки сгущенные с сахаром. Технические условия».
С июля 2013 года действует межгосударственный стандарт ГОСТ 31688—2012.
С 1 сентября 2018 года для сгущённого молока без сахара введён ГОСТ 34254-2017. Консервы молочные. Молоко сгущённое стерилизованное. Технические условия.